# من الطبيب إلى ابني توماس
من الطبيب إلى إبني توماس هو فيديو مسجل من الممثل بيتر كابالدي إلى مريضتوحد يُدعى توماس غودال والبالغ من العمر تسعة أعوام وذلك لمواساته على فقدان جدته غودال.
جسّد كابالدي دور الطبيب الذي ظهر على قناة البي بي سي في القرن 12، في مسلسل الخيال العلمي «دكتور هو». وقد أثرت رسالة كابالدي على توماس تأثيرا إيجابيًا؛ حيث أن والده أقر بأن إبنه ابتسم لأول مره منذ تلقيه خبر وفاة جدته مما أكسبه القدرة على الذهاب إلى جنازتها.
نشر والد توماس الفيديو على موقع اليوتيوب في 6 نوفمبر عام 2014 ليكون الفيديو متاحًا لعائلته، ولم يظن أن الفيديو فيما بعد سيحظى برواج واسع، وهذا ما أوضحه لوسائل الإعلام لاحقا. وأفادت قناة سي إن إن بأن عدد مشاهدات الفيديو قد بلغت 200000 ألف خلال 48 ساعة من نشره. وفي اليوم التالي تضاعفت أعداد المشاهدات، وبلغ مجملها 900000 ألف مشاهدة في أقل من أسبوع. وقد وصف مراسل قناة بي بي سي الإخبارية الفيديو (بالفيديو الفيروسي)، ووصفت قناه أي تي في الإخبارية الفيديو بالظاهرة العالمية. كما وصفت كلا من صحيفة غارديان وصحيفة ديلي تلقراف الفديو بالمؤثر لطفل حزين. وقد عرضت الرسالة جانبًا لطيفًا من شخصية الممثل كابالدي. كما أشار الفنان المعروف بلقب بي تي بأن مساهمة كابالدي تعد الأفضل حتى الآن لشخصية الطبيب.
وأيضًا كان للفيديو تأثيرًا إيجابيًا على الأشخاص الذين يعانون من مشاكل نفسية. وأيدت النشرة الإخبارية لمرضى التوحد الدور الذي أداه الممثل كابالدي وأفاد مراسلو هوليوود بأن الممثل كابالدي كان يستخدم دور الطبيب لدعم المرضى النفسيين. وذكر على موقع هوليوود لايف بأن مراسلوها قد ترقرت دموعهم بعد مشاهدتهم للفيديو.
كما ذكر كاتب سلسة مسلسل «كل ذا مون» بيتر هارنيس بأن الدور الذي أداه كابالدي هو أفضل دور سلط الضوء عليه.

## روابط خارجية
- From The Doctor to my son Thomas على يوتيوب